# Trachypodopsis rigida
Trachypodopsis rigida là một loài rêu trong họ Trachypodaceae. Loài này được (Bosch & Sande Lac.) M. Fleisch. mô tả khoa học đầu tiên năm 1906.